# Saint-Pierre-es-Champs
Saint-Pierre-es-Champs (prononcer [sɛ̃ pjɛʁ ɛ ʃɑ̃] ; nommé également Saint-Pierre-ès-Champs non officiellement)  est une commune française située dans le département de l'Oise en région Hauts-de-France.

## Géographie

### Description

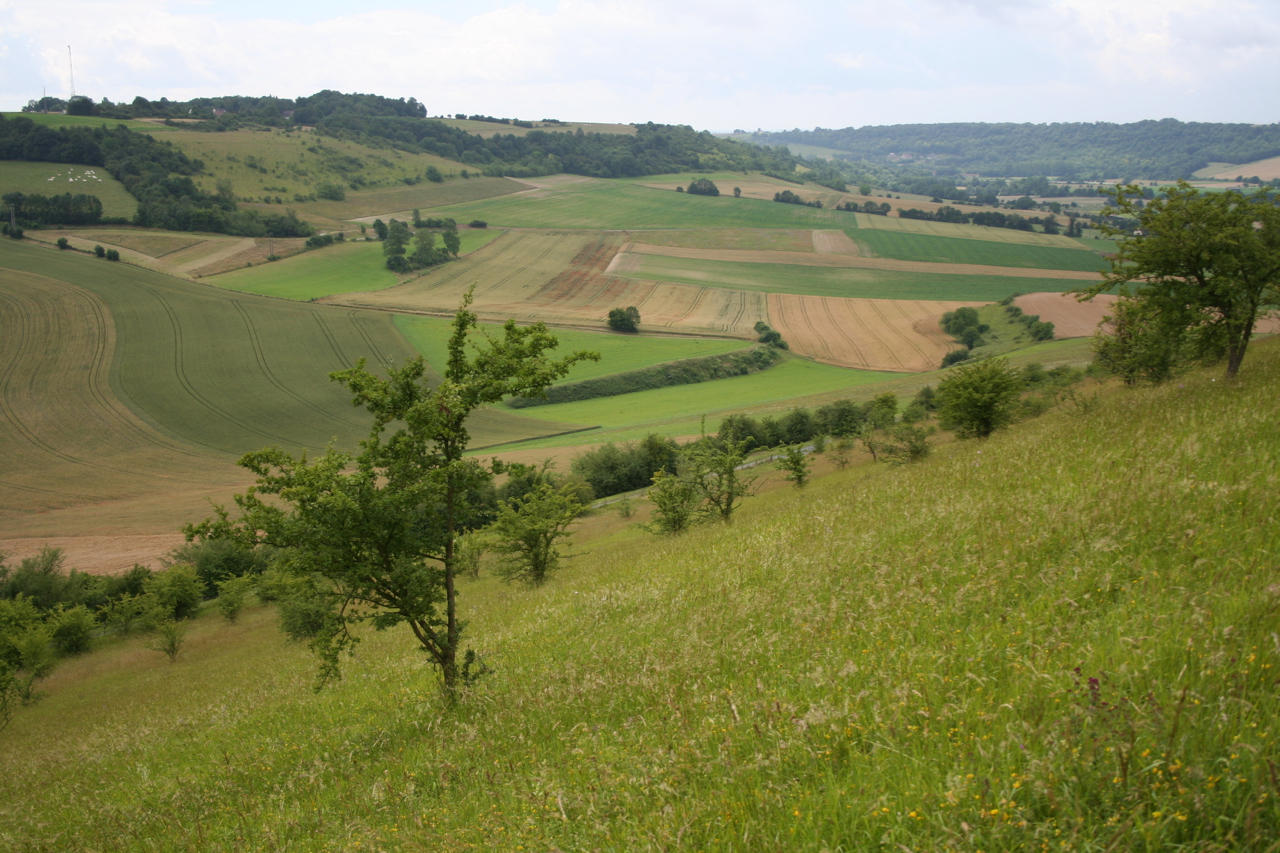
Réserve naturelle régionale des larris et tourbières de Saint-Pierre-es-Champs.

Saint-Pierre-es-Champs fait partie du pays de Bray.

### Communes limitrophes
| Ernemont-la-Villette Seine-Maritime |                        | Saint-Germer-de-Fly |
| Neuf-Marché Seine-Maritime          | Saint-Pierre-es-Champs |                     |
| Bouchevilliers Eure                 | Talmontiers            | Puiseux-en-Bray     |

### Hydrographie
La commune est située dans le bassin Seine-Normandie. Elle est drainée par l'Epte et,.
L'Epte, d'une longueur de 113 km, prend sa source dans la commune de Compainville et se jette  dans la Seine à Notre-Dame-de-la-Mer, après avoir traversé 44 communes. 

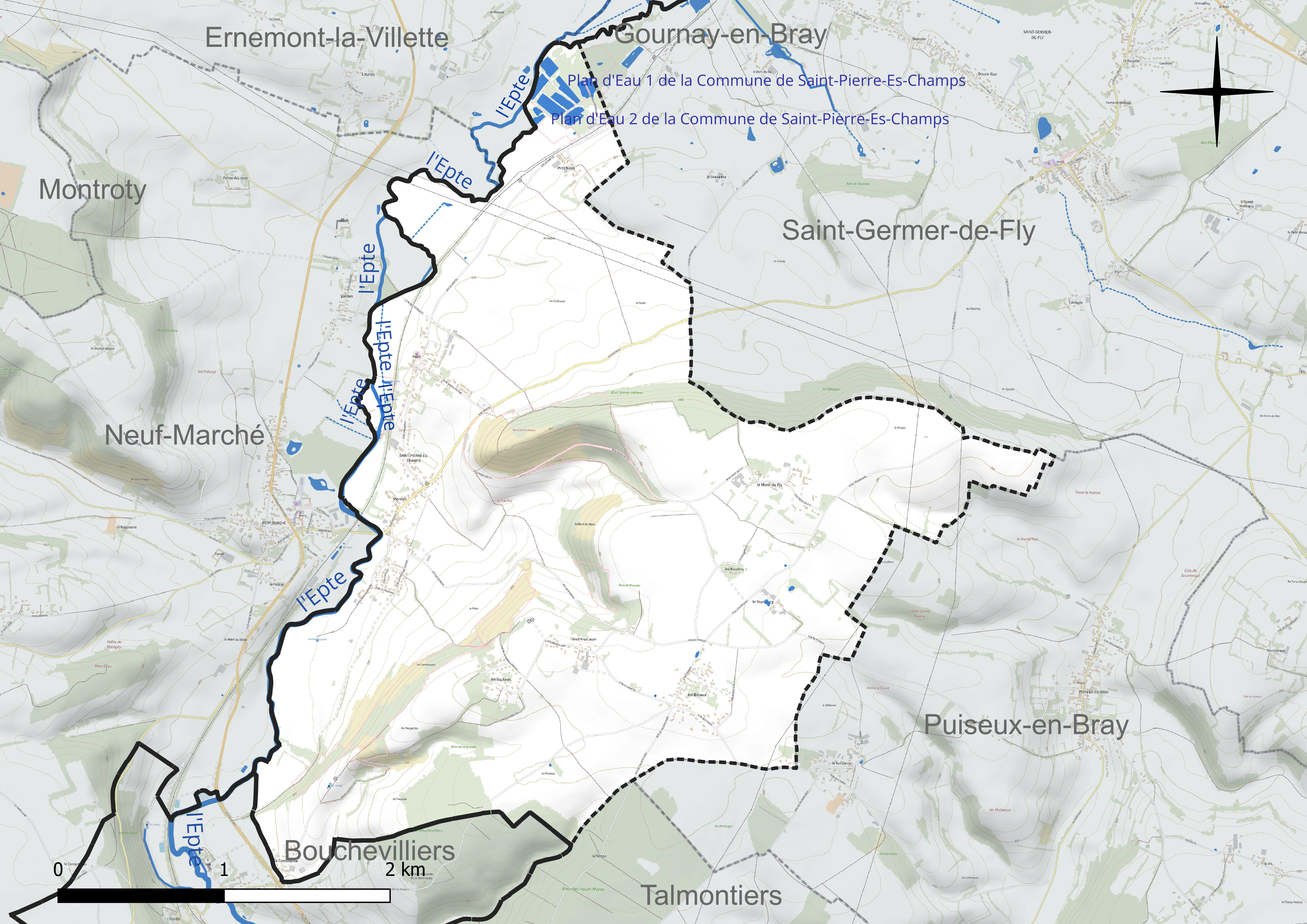
Réseau hydrographique de Saint-Pierre-es-Champs.

Deux plans d'eau complètent le réseau hydrographique : le plan d'eau 1 de la commune de Saint-Pierre-Es-Champs (0,8 ha) et le plan d'eau 2 de la commune de Saint-Pierre-Es-Champs (1,1 ha),.

### Climat
Pour des articles plus généraux, voir Climat des Hauts-de-France et Climat de l'Oise.
En 2010, le climat de la commune est de type climat océanique dégradé des plaines du Centre et du Nord, selon une étude du CNRS s'appuyant sur une série de données couvrant la période 1971-2000. En 2020, Météo-France publie une typologie des climats de la France métropolitaine dans laquelle la commune est exposée à un climat océanique et est dans une zone de transition entre les régions climatiques « Sud-ouest du bassin Parisien » et « Côtes de la Manche orientale ». 
Pour la période 1971-2000, la température annuelle moyenne est de 10,3 °C, avec une amplitude thermique annuelle de 14,2 °C. Le cumul annuel moyen de précipitations est de 789 mm, avec 12,2 jours de précipitations en janvier et 8,2 jours en juillet. Pour la période 1991-2020, la température moyenne annuelle observée sur la station météorologique la plus proche, située sur la commune de Jaméricourt à 18 km à vol d'oiseau, est de 11,0 °C et le cumul annuel moyen de précipitations est de 695,7 mm,. Pour l'avenir, les paramètres climatiques de la commune estimés pour 2050 selon différents scénarios d'émission de gaz à effet de serre sont consultables sur un site dédié publié par Météo-France en novembre 2022.

## Urbanisme

### Typologie
Au 1er janvier 2024, Saint-Pierre-es-Champs est catégorisée commune rurale à habitat dispersé, selon la nouvelle grille communale de densité à sept niveaux définie par l'Insee en 2022.
Elle est située hors unité urbaine. Par ailleurs la commune fait partie de l'aire d'attraction de Paris, dont elle est une commune de la couronne,. 

### Occupation des sols
L'occupation des sols de la commune, telle qu'elle ressort de la base de données européenne d'occupation biophysique des sols Corine Land Cover (CLC), est marquée par l'importance des territoires agricoles (85,2 % en 2018), en augmentation par rapport à 1990 (83,5 %). La répartition détaillée en 2018 est la suivante : 
terres arables (46,4 %), prairies (33,2 %), forêts (9,6 %), zones agricoles hétérogènes (5,6 %), zones urbanisées (3,7 %), zones humides intérieures (1,5 %). L'évolution de l'occupation des sols de la commune et de ses infrastructures peut être observée sur les différentes représentations cartographiques du territoire : la carte de Cassini (XVIIIe siècle), la carte d'état-major (1820-1866) et les cartes ou photos aériennes de l'IGN pour la période actuelle (1950 à aujourd'hui).

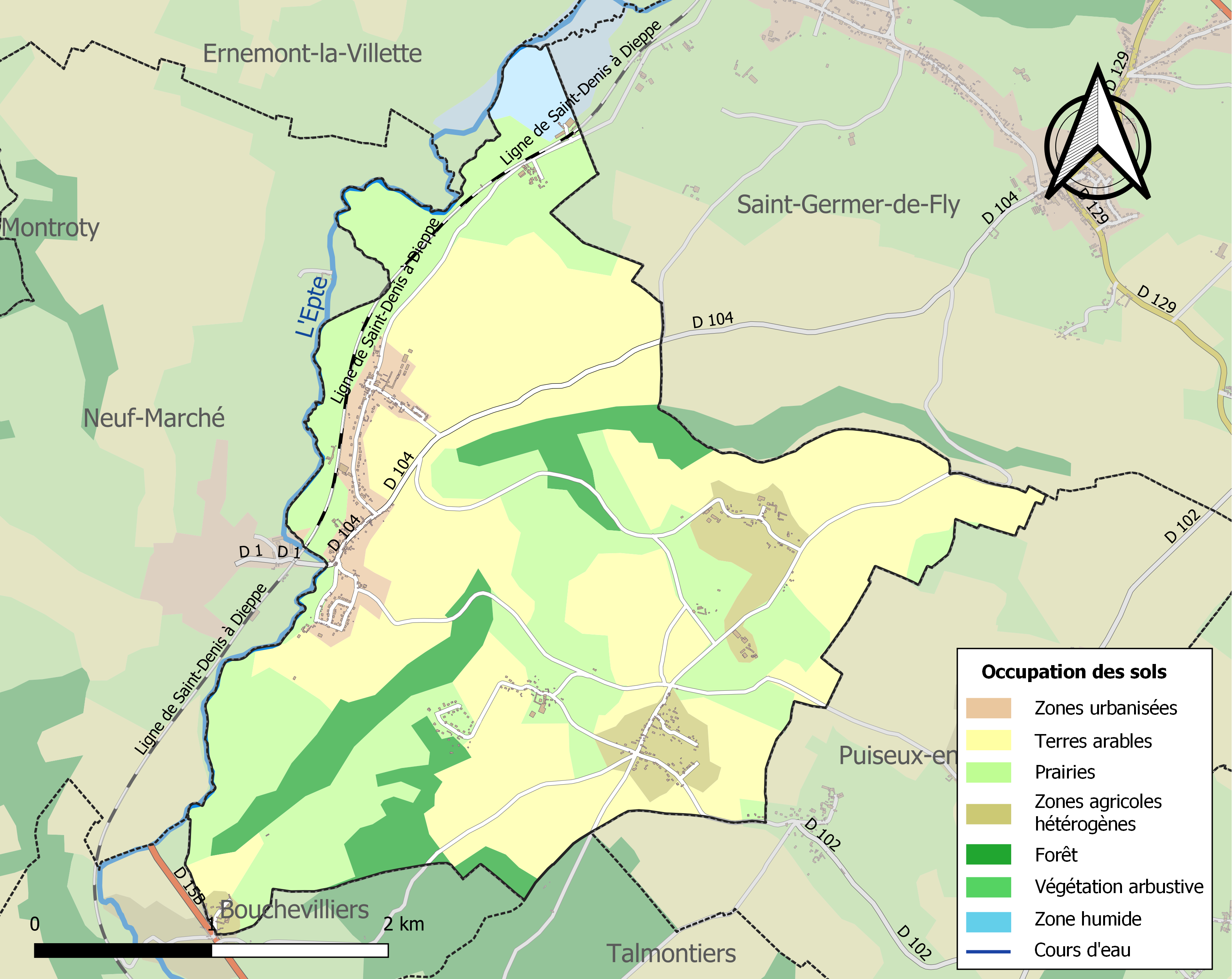
Carte des infrastructures et de l'occupation des sols de la commune en 2018 (CLC).

### Voies de communication et transports
La commune est desservie, en 2023, par les lignes 6102, 6123 et 6149 du réseau interurbain de l'Oise.

## Toponymie
Le nom de la localité est attesté sous les formes apud S. Petrum de campis (1178) ; Sanctus Petrus in campis (1236) ; Sancti Petri in campis (vers 1320) ; Saint Pierre es champs (1454) ; Saint Pierre es camps (1454) ; Sainct Pierre es champs (1472) ; Sainct Pierre aux champs (XVe) ; Saint Pierre es champs (1522) ; Saint Pierre des Champs (1557) ; St Pierre aux Champs (1667) ; Pierre ès champs (1794) sous la Révolution ; Saint-Pierre-ès-Champs (1840) ; Saint-Pierre-es-Champ (1952).

Saint-Pierre est un hagiotoponyme.

## Histoire
Le site de la Côte Sainte-Hélène témoigne d'une occupation humaine depuis l'ère néolithique[réf. nécessaire].

### Antiquité
La Côte Sainte-Hélène semble avoir été occupée depuis la période gallo-romaine, des restes de tuiles ont en effet été retrouvés sur le site, et correspondraient à la présence de temples et de pèlerinages dans le secteur.

### Moyen-Âge et époque moderne
Le premier village aurait été créé au 9e siècle, avec la construction d'une première église en l'an 838.
Au XIe siècle, une Chapelle dédiée à Sainte-Hélène est érigée sur la côte Sainte-Hélène, remplacée par un autre édifice au XVIe siècle, celle-ci sera laissée à l'abandon après l'assassinat en 1700 de l'Ermite Jean de Sacy qui y vivait. Un présence religieuse semble avoir été maintenue pendant un temps, 13 sépultures ayant été retrouvée à proximité de l'emplacement de la chapelle lors d'une campagne de fouilles réalisée en 1988 et 1989.

## Politique et administration

### Intercommunalité
Saint-Pierre-es-Champs fait partie de la communauté de communes du pays de Bray (C.C.P.B.) et du canton de Grandvilliers.

### Liste des maires
| Période                                  | Période                   | Identité        | Étiquette | Qualité |
| ---------------------------------------- | ------------------------- | --------------- | --------- | --- |
| Les données manquantes sont à compléter. |                           |                 |           | |
|                                          | 1966                      | Robert Bouissou |           | |
| 1966                                     | 1977                      | Octave Pellerin |           | Chef d'une entreprise de menuiserie-charpenterie faliliale |
| 1977                                     | 2014                      | Gérard Pellerin |           | Fils d'Octave Pellerin Chef d'une entreprise de menuiserie-charpenterie faliliale                                                                                |
| 2014                                     | En cours (au 4 juin 2020) | Martine Borgoo  | DVD       | Agricultrice. Conseillère départementale de Grandvilliers (2015 → ) Vice-présidente du conseil départemental de l'Oise (2021 → ) Réélue pour le mandat 2020-2026 |

## Population et société

### Démographie

#### Évolution démographique
L'évolution du nombre d'habitants est connue à travers les recensements de la population effectués dans la commune depuis 1793. Pour les communes de moins de 10 000 habitants, une enquête de recensement portant sur toute la population est réalisée tous les cinq ans, les populations de référence des années intermédiaires étant quant à elles estimées par interpolation ou extrapolation. Pour la commune, le premier recensement exhaustif entrant dans le cadre du nouveau dispositif a été réalisé en 2006.

En 2022, la commune comptait 679 habitants, en évolution de −4,5 % par rapport à 2016 (Oise : +0,87 %, France hors Mayotte : +2,11 %).
| 1793 | 1800 | 1806 | 1821 | 1831 | 1836 | 1841 | 1846 | 1851 |
| ---- | ---- | ---- | ---- | ---- | ---- | ---- | ---- | ---- |
| 495  | 439  | 531  | 567  | 612  | 580  | 704  | 701  | 623  |

| 1856 | 1861 | 1866 | 1872 | 1876 | 1881 | 1886 | 1891 | 1896 |
| ---- | ---- | ---- | ---- | ---- | ---- | ---- | ---- | ---- |
| 570  | 592  | 523  | 523  | 469  | 426  | 414  | 427  | 403  |

| 1901 | 1906 | 1911 | 1921 | 1926 | 1931 | 1936 | 1946 | 1954 |
| ---- | ---- | ---- | ---- | ---- | ---- | ---- | ---- | ---- |
| 405  | 407  | 410  | 373  | 384  | 331  | 373  | 399  | 375  |

| 1962 | 1968 | 1975 | 1982 | 1990 | 1999 | 2006 | 2011 | 2016 |
| ---- | ---- | ---- | ---- | ---- | ---- | ---- | ---- | ---- |
| 322  | 347  | 348  | 351  | 516  | 661  | 681  | 680  | 711  |

| 2021 | 2022 | - | - | - | - | - | - | - |
| ---- | ---- | - | - | - | - | - | - | - |
| 688  | 679  | - | - | - | - | - | - | - |

#### Pyramide des âges
La population de la commune est relativement jeune.
En 2018, le taux de personnes d'un âge inférieur à 30 ans s'élève à 33,0 %, soit en dessous de la moyenne départementale (37,3 %). À l'inverse, le taux de personnes d'âge supérieur à 60 ans est de 25,7 % la même année, alors qu'il est de 22,8 % au niveau départemental.
En 2018, la commune comptait 353 hommes pour 357 femmes, soit un taux de 50,28 % de femmes, légèrement inférieur au taux départemental (51,11 %).
Les pyramides des âges de la commune et du département s'établissent comme suit.
| Hommes | Classe d’âge | Femmes |
| ------ | ------------ | ------ |
| 0,0    | 90 ou +      | 0,9    |
| 6,0    | 75-89 ans    | 9,2    |
| 17,2   | 60-74 ans    | 18,2   |
| 18,2   | 45-59 ans    | 17,2   |
| 24,2   | 30-44 ans    | 22,7   |
| 10,9   | 15-29 ans    | 11,1   |
| 23,4   | 0-14 ans     | 20,7   |

| Hommes | Classe d’âge | Femmes |
| ------ | ------------ | ------ |
| 0,5    | 90 ou +      | 1,4    |
| 5,5    | 75-89 ans    | 7,6    |
| 15,6   | 60-74 ans    | 16,3   |
| 20,8   | 45-59 ans    | 20     |
| 19,4   | 30-44 ans    | 19,4   |
| 17,6   | 15-29 ans    | 16,2   |
| 20,6   | 0-14 ans     | 19,1   |

## Culture locale et patrimoine

### Lieux et monuments

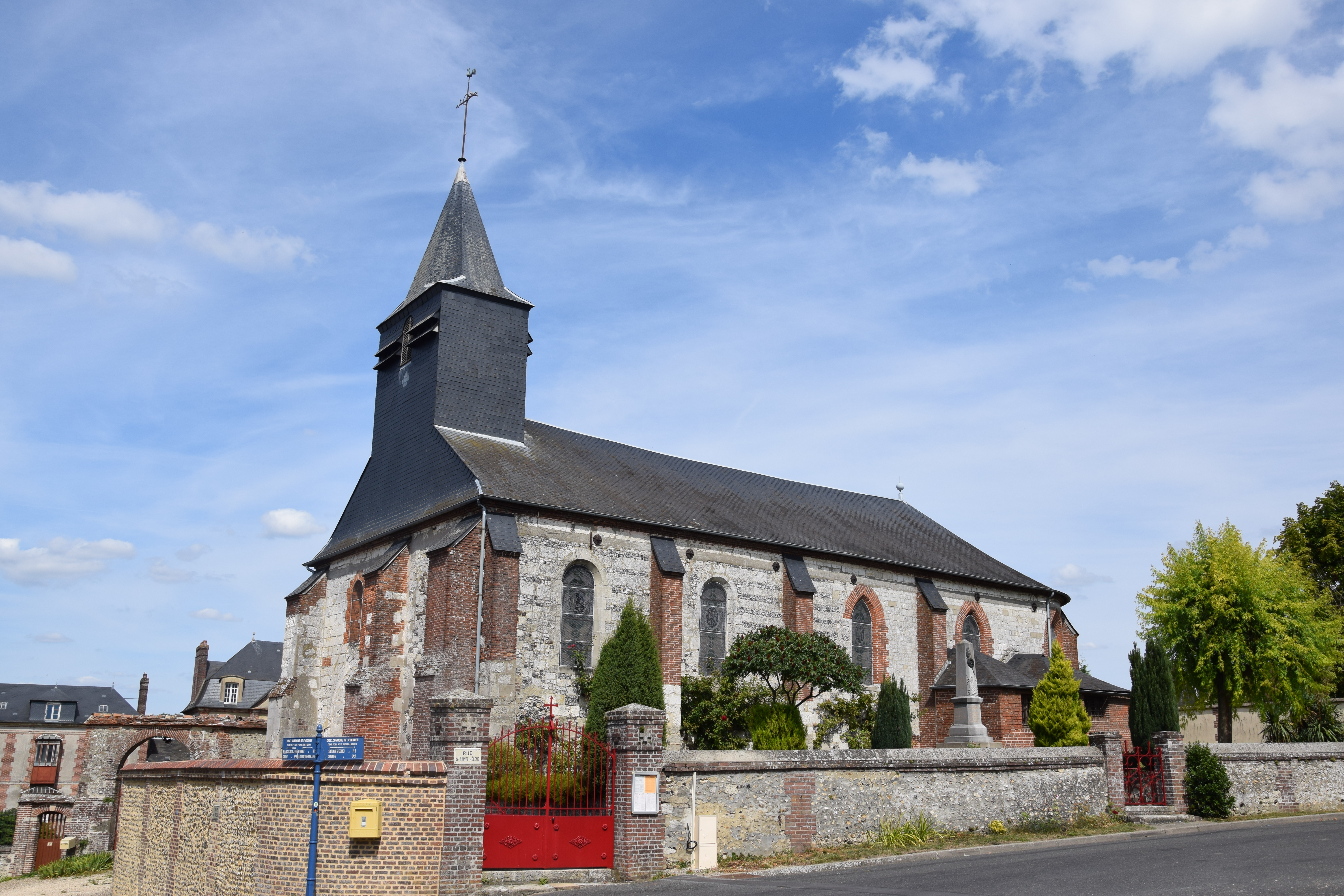
L'église.

- Réserve naturelle régionale des larris et tourbières de Saint-Pierre-es-Champs (79 ha), anciennement réserve naturelle de la Côte Sainte-Hélène. Depuis 2009, cette réserve naturelle régionale englobe les étangs des Tourbières et le site de la Côte Sainte-Hélène. Elle héberge notamment un tilleul remarquable de plus de 400 ans[30].